# Calyptotheca inaequalis
Calyptotheca inaequalis är en mossdjursart som beskrevs av Harmer 1957. Calyptotheca inaequalis ingår i släktet Calyptotheca och familjen Parmulariidae. Inga underarter finns listade i Catalogue of Life.